# Гагарин, Григорий Григорьевич (1945)
Григо́рий Григо́рьевич Гага́рин (род. 2 октября 1945, Вильжюиф, Франция) — предводитель общероссийской общественной организации «Российское дворянское собрание» (2008—2014).

## Биография

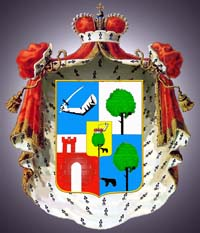
Герб Гагариных

Родился 2 октября 1945 года в пригороде Парижа — Вильжюиф, в семье русских эмигрантов Марии Фёдоровны Карповой (1910—1998) и князя Григория Борисовича Гагарина (1908—1993). Происходит из дворянского рода Гагариных, Рюрикович, прямой потомок русских Великих Князей Владимира Мономаха, Юрия Долгорукого, Всеволода Большое Гнездо. Правнук депутата Государственной думы I созыва Григория Гагарина и историка Геннадия Карпова, по линии матери состоит в родстве со знаменитой династией Морозовых. Крещён в пригороде Парижа Клиши, в храме Святой Троицы в декабре 1945 года.
После завершения Второй мировой войны Григорий Гагарин вместе с матерью переехал сначала в ГДР, а затем в СССР. Вначале проживал в городе Троицк Челябинской области. Отец Григория Григорьевича отказался возвращаться в СССР при советском коммунистическом режиме, и семья распалась. Далее Г. Г. Гагарин рос с отчимом, Григорием Эрастовичем Тулубьевым, (1897—1960), потомственным дворянином, бывшим штабс-капитаном Белой армии, с которым у него сложились хорошие отношения.
Имеет два высших образования:
1. в 1964 году поступил в Челябинский политехнический институт, инженерно-строительный факультет которого окончил в 1971 году и был оставлен для работы на кафедре (c этого времени проживает в Челябинске).
2. В 1993 году окончил Горный факультет Всесоюзного заочного политехнического института в Москве.

Работал научным сотрудником в Челябинском политехническом институте (1971—1986 годы), начальником лаборатории в Южно-Уральском тресте инженерно-строительных изысканий (1986—1992 годы), главным специалистом проектно-технологического института «Спецжелезобетонпроект» (1992—2001 годы), главным специалистом отдела обследований зданий и сооружений в ООО «Южно-Уральский региональный технический центр „Промбезопасность“» (2001—2006 годы). В настоящее время является начальником отдела развития производства, экспертом по обследованию зданий и сооружений ЗАО «Уралспецэнергоремонт-Холдинг».
В 2002 году подал документы для вступления в Общероссийскую общественную организацию «Союз потомков российского дворянства — Российское дворянское собрание» (Российское дворянское собрание), в которое был принят действительным членом РДС, с записью в 5 часть Родословной книги РДС (диплом № 2173). В Челябинском региональном дворянском собрании с 1999 года. По май 2008 года бессменно являлся руководителем (в терминологии организации — «предводителем») Челябинского дворянского собрания. В мае 2005 года избран в состав Совета объединённого дворянства, и с этого времени активно участвует во всех заседаниях Совета. Делегат 10—15-го Всероссийских дворянских съездов.
На отчётно-выборном 12-м Всероссийском дворянском съезде 31 мая 2008 года избран Предводителем Российского дворянского собрания на 2008—2011 гг. На 15-м съезде вновь избран на период до 2014 г.
В августе 2007 года был представлен главе Российского императорского дома Марии Владимировне Романовой, и его кандидатура, как возможного будущего предводителя РДС, была ею одобрена.
25 мая 2011 года принял участие в конференции «Культурная политика России-будущее государства» проходившей в рамках II Славянского форума искусств «Золотой Витязь» и поставил свою подпись под Обращением к руководству страны с просьбой об изменении культурной политики России.
С 2012 года член Совета Императорского православного палестинского общества.

## Награды
Российские ведомственные награды
- Медаль «200 лет Министерству обороны»

Церковные награды
- Орден святого благоверного князя Даниила Московского III степени (2010 год)[6]

Награды непризнанных государств
- Орден Почёта (Приднестровская Молдавская Республика, 2009 год)
- Юбилейная медаль «20 лет Приднестровской Молдавской Республике» (2010 год)
- Юбилейная медаль «600 лет города Бендеры» (2009 год)

Награды Российского императорского дома
- Орден Святой Анны 2-й степени (2009 год)
- Знак с вензелевым изображением имени главы Российского императорского дома I степени (2010 год)

Общественные награды
- Почётная медаль «В память создания Союза потомков Российского Дворянства — Российского Дворянского Собрания»
- Золотой почётный знак имени Николая Румянцева